# Guillaume de Cambrai
Pour les articles homonymes, voir Cambray (homonymie).
Guillaume de Cambrai (ou de Cambray), né en 1430 à Bourges et mort dans cette ville le 31 août 1505, a été archevêque de Bourges.

## Biographie
Il était le fils de Jean II de Cambrai, panetier de Charles VII, seigneur de La Tour de Clamecy et d'Élisabeth Estevart descendante d'écossais établis en Berry, les Stutt.
Sa famille (éteinte de nos jours) était liée à celle de Jacques Cœur par sa belle-mère Geoffrette Cœur, fille du grand argentier et seconde femme de son père. Son oncle Étienne de Cambrai fut évêque d'Agde de 1448 à 1462.
D'abord doyen du chapitre de Bourges, conseiller-clerc du Parlement de Paris en 1461, maître des requêtes de l'hôtel en 1477, Guillaume de Cambrai, succédant à Pierre Cadoüet, devient archevêque de Bourges de 1492 à 1505.